# Chery Arrizo 3
La Chery Arrizo 3 est un modèle de berline sous-compacte produite par le constructeur automobile chinois Chery.
La Chery Arrizo 3 est un relookage de la Chery E3, et a été teaser par le concept-car Chery Arrizo Newbee au Salon de l'automobile de Guangzhou de 2014, et a fait ses débuts fin 2014. La puissance de l'Arrizo 3 provient d'un moteur quatre cylindres de 1,5 litre développant 122 ch, accouplé à une transmission manuelle à 5 vitesses ou à une CVT.

## Galerie

Chery Arrizo 3 vue avant
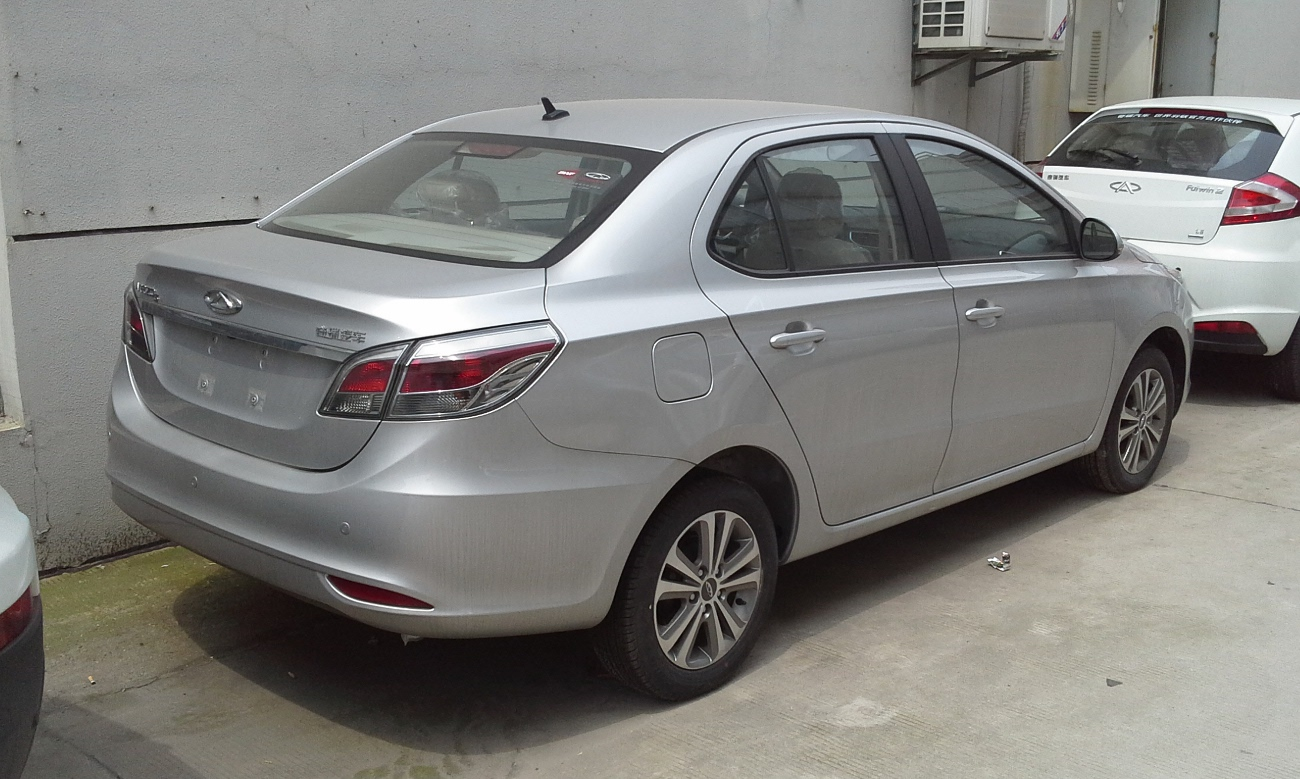
Chery Arrizo 3 vue arrière